# Межа (топологія)

Множина (світло-синя) і її межа (темно-синя).

Межа множини — це всі такі точки, які перебувають як завгодно близько і до точок в множині, і до точок поза нею.

## Означення
Нехай є топологічний простір {\displaystyle (X,{\mathcal {T}})} і підмножина {\displaystyle A\subset X}. Точка {\displaystyle x_{0}\in X} називається грани́чною точкою підмножини  {\displaystyle A}, якщо для будь-якого її околу {\displaystyle U\in {\mathcal {T}},U\ni x_{0}} справедливо:
{\displaystyle U\cap A\neq \emptyset ,\;U\cap A^{\complement }\neq \emptyset .}
множина всіх граничних точок множини {\displaystyle A} називається межею і позначається {\displaystyle \partial A.}
Еквівалентні означення. Межа множини {\displaystyle A} це —
- та частина замикання {\displaystyle A}, що не входить в її внутрішність: {\displaystyle \partial x={\bar {A}}/A^{0}}
- перетин замикання самої множини {\displaystyle A} та замикання її доповнення {\displaystyle X/A}: {\displaystyle \partial x={\bar {A}}\cap {\overline {X/A}}}